# Бритос
„Бритос“ ЕООД е еднолично дружество с ограничена отговорност със седалище град Велико Търново, с основна дейност - производство и продажба на бира.
Дружеството е регистрирано през 2008 г. под името „Мегапак ВТ“ ООД и през 2012 г. се преименува на „Бритос“ ЕООД.

## История на пивоварната
Пивоварна „Бритос“ е открита през 2012 година във Велико Търново. Изградена на площ от 13 декара, инсталацията е едно от най-модерните и високотехнологични съоръжения на Балканския полуостров. Годишният производствен капацитет на пивоварната е 20 млн. литра.
Пивоварната работи с машини на GEA – Huppmann, Германия, успокоителни съдове и ферментатори от Holvrieka, Белгия, филтрираща Filtrox, Швейцария и бутилиращата система Krones, Германия, която е и сертифицирана по ISO 22000:2005, HACCP.
„Бритос“ произвежда едноименната марка светло лагерно пиво, с екстрактно съдържание: 10,1° Р, и алкохолно съдържание 4,5 об.%, което се предлага на пазара в ПЕТ-опаковки и кенове. Пивото се прави по немска разработка и рецепта на института VLB в Берлин. Името на бирата е вдъхновено от думата, с която според някои източници древните траки са наричали бирата – „бритос“.